# Longos Vales
Longos Vales é uma povoação portuguesa sede da Freguesia de Longos Vales do Município de Monção, freguesia com 12,04 km² de área e 863 habitantes (censo de 2021), tendo, por isso, uma densidade populacional de 71,7 hab./km².

## Demografia
A população registada nos censos foi:
| Distribuição da População por Grupos Etários | Distribuição da População por Grupos Etários | Distribuição da População por Grupos Etários | Distribuição da População por Grupos Etários | Distribuição da População por Grupos Etários |
| -------------------------------------------- | -------------------------------------------- | -------------------------------------------- | -------------------------------------------- | -------------------------------------------- |
| Ano                                          | 0-14 Anos                                    | 15-24 Anos                                   | 25-64 Anos                                   | > 65 Anos                                    |
| 2001                                         | 133                                          | 160                                          | 533                                          | 275                                          |
| 2011                                         | 93                                           | 107                                          | 497                                          | 292                                          |
| 2021                                         | 61                                           | 66                                           | 401                                          | 335                                          |

## Património
- Castro de São Caetano - No lugar do Outeiro.
- Igreja de São João dos Longos Vales, situada no lugar do Mosteiro de estilo românico, vestígio de um antigo convento beneditino, a nave e o portal são do século XVII.
- Capela de São Caetano